# Landkreis Aschendorf-Hümmling
Der Landkreis Aschendorf-Hümmling war ein Landkreis im westlichen Niedersachsen und bestand von 1932 bis 1977.

## Geographie

### Lage
Der Landkreis Aschendorf-Hümmling deckte das nördliche Drittel des heutigen Landkreises Emsland ab. Er zeichnete sich durch zwei typische Landschaften, das Emsland und den Hümmling, aus.

### Nachbarkreise
Der Landkreis grenzte Anfang 1977 im Uhrzeigersinn im Norden beginnend an die Landkreise Leer, Cloppenburg und Meppen. Im Westen grenzte er an die Niederlande.

## Geschichte

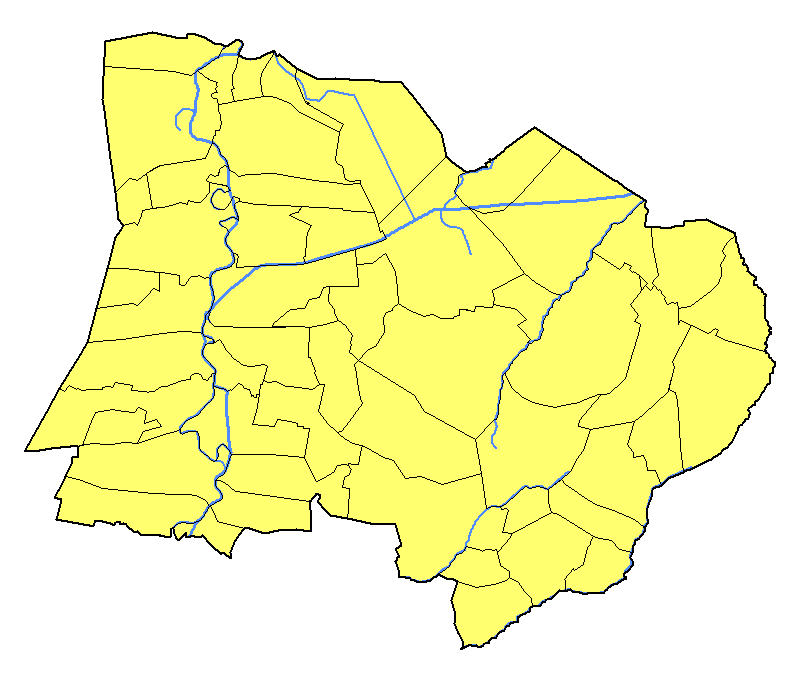
Der Landkreis vor der Gemeindereform 1974

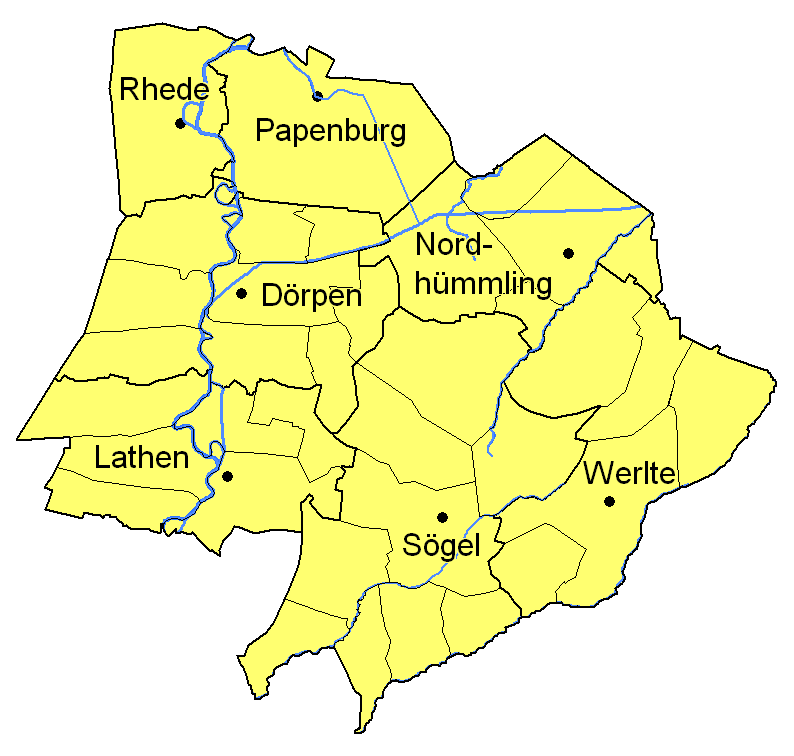
Der Landkreis nach der Gemeindereform 1974

Zum Zwecke von Einsparungen bei den öffentlichen Haushalten wurde am 1. Oktober 1932 in Preußen eine Kreisreform durchgeführt, bei der zahlreiche kleinere Kreise aufgelöst wurden. Dabei wurden im Regierungsbezirk Osnabrück unter anderem die beiden Kreise Aschendorf und Hümmling zusammengeschlossen. Der ursprünglich für den neuen Kreis vorgesehene Name Aschendorf wurde durch Beschluss des Preußischen Staatsministeriums vom 27. September 1932 in Aschendorf-Hümmling geändert. In den 1930er Jahren änderte sich mehrfach die Gemeindegliederung des Landkreises.
- Sowohl im Kreis Aschendorf als auch im Kreis Hümmling existierte bis 1932 eine Gemeinde Wippingen. Im Landkreis Aschendorf-Hümmling erhielten die beiden Gemeinden 1934 die Namen Westwippingen bzw. Ostwippingen. Am 1. Oktober 1939 wurden Ostwippingen und Westwippingen zur heutigen Gemeinde Wippingen zusammengeschlossen.[3]
- Aus den Ortsteilen Börgermoor und Börgerwald der Gemeinde Börger wurde am 1. August 1934 die neue Gemeinde Surwold gebildet.
- Aus einem Teil der Gemeinde Lorup wurde am 1. August 1934 die neue Gemeinde Hilkenbrook gebildet.[3]
- Aus Teilen mehrerer Gemeinden wurde am 1. September 1934 die neue Gemeinde Kluse gebildet, die 1938 in Renkenberge umbenannt wurde.[3]
- Die beiden Gemeinden Düthe und Melstrup wurden am 1. September 1934 aufgelöst und in die Gemeinden Fresenburg und Kluse eingegliedert.[3]
- Die Gemeinde Neulehe wurde am 5. Juni 1939 in Eggershausen umbenannt. Nach dem Zweiten Weltkrieg wurde die Umbenennung wieder rückgängig gemacht.
- Am 1. Oktober 1939 wurden die Gemeinden Neuarenberg und Neulorup zur neuen Gemeinde Gehlenberg zusammengeschlossen. Gleichzeitig wurde die Gemeinde Waldhöfe nach Sögel eingemeindet.[3]
- Die Gemeinde Wahn wurde wegen der Erweiterung des Kruppschen Schießplatzes 1941 aufgelöst, die Einwohner siedelte man um. Das ehemalige Gemeindegebiet gehört heute zu Sögel.
- Am 1. November 1943 wurde aus dem Ort Rastdorf eine eigene Gemeinde gebildet.

Mit dem Zusammenschluss der Gemeinden Spahn und Harrenstätte zur Gemeinde Spahnharrenstätte wurden am 1. Januar 1966 erste Gemeinden neugegliedert. Im Zuge der Kreisreform kam es durch das Gesetz zur Neugliederung der Gemeinden in den Räumen Leer und Aschendorf-Hümmling am 1. Januar 1973 zu weiteren Eingemeindungen:
- Neudersum wurde in die Gemeinde Dersum eingegliedert.
- Neudörpen wurde in die Gemeinde Dörpen eingegliedert.
- Ahlen und Steinbild wurden zur neuen Gemeinde Kluse zusammengeschlossen.
- Hilter und Kathen-Frackel wurde in die Gemeinde Lathen eingegliedert.
- Die Stadt Aschendorf sowie die Gemeinden Bokel, Herbrum, Nenndorf und Tunxdorf wurden in die Stadt Papenburg eingegliedert.
- Borsum, Brual und Neurhede wurden in die Gemeinde Rhede (Ems) eingegliedert.
- Eisten wurde in die Gemeinde Sögel eingegliedert.
- Neusustrum wurde in die Gemeinde Sustrum eingegliedert.
- Bockholte, Ostenwalde, Wehm und Wieste wurden in die Gemeinde Werlte eingegliedert.

Am 1. Januar 1974 änderte sich die Abgrenzung des Landkreises:
- Die Gemeinden Gehlenberg und Neuvrees schieden aus dem Landkreis Aschendorf-Hümmling aus und wurden in die Stadt Friesoythe im Landkreis Cloppenburg eingemeindet.[5]
- Die Gemeinden Groß Berßen, Klein Berßen und Stavern wechselten aus dem Landkreis Meppen in den Landkreis Aschendorf-Hümmling.[6]

Am 1. August 1977 wurde der Landkreis Aschendorf-Hümmling aufgelöst und ging zusammen mit den südlich angrenzenden Landkreisen Meppen und Lingen im neuen Landkreis Emsland auf. Im ehemaligen Kreishaus in Aschendorf ist das Finanzamt Papenburg untergebracht, während die Außenstelle des Landkreises Emsland im ehemaligen Finanzamt untergebracht ist.

## Wappen

Wappen von 1935–1966

| Wappen des ehemaligen Landkreises Aschendorf-Hümmling | Blasonierung: „Geteilt von Silber (Weiß) und Rot; oben ein schwarzes Hünengrab, unten ein silberner (weißer) Wellenbalken.“ |
| Wappen des ehemaligen Landkreises Aschendorf-Hümmling | Wappenbegründung: Das Wappen wurde 1966 vom Regierungspräsidenten in Osnabrück genehmigt. Es verweist im oberen Teil auf die zahlreichen noch erhaltenen Hügelgräber aus der jüngeren Steinzeit. Der Wellenbalken steht für die Ems. Rot und Silber sind dem Wappen der Grafen von Ravensberg entnommen, welche bis 1252 über das Kreisgebiet herrschten. Das Wappen ist eine Abwandlung des Kreiswappens von 1935, welches einen schräglinken Wellenbalken zeigte. |

## Einwohnerentwicklung
| Jahr | Einwohner |
| ---- | --------- |
| 1933 | 48.695    |
| 1939 | 62.722    |
| 1946 | 64.652    |
| 1950 | 68.247    |
| 1956 | 65.471    |

| Jahr | Einwohner |
| ---- | --------- |
| 1961 | 66.426    |
| 1967 | 73.116    |
| 1970 | 76.072    |
| 1971 | 76.724    |
| 1977 | 78.200    |

## Politik

### Landräte und Oberkreisdirektoren

#### Landräte
- Heinrich Korte zu Nienhaus, 1860–1889[3]
- Herman Hassenkamp, 1889–1923[3]
- Georg Behnes, 1923 – 30. April 1935[3]
- Hans Gronewald, 1. Mai 1935–20. April 1945[3]
- Josef Streitbürger, 27. April 1945–31. Januar 1946
- Wilhelm Borgmann, 31. Januar 1946–3. Oktober 1947
- Johann Heermann, 31. Oktober 1947–29. November 1956
- Sanders, 29. November 1956–3. November 1960
- Josef Buchholz, 20. Dezember 1960–21. November 1966
- Heinrich Nortmann, 19. Dezember 1966–?
- Klaus Stricker, 1973–1976

#### Oberkreisdirektoren
- Josef Streitbürger, 31. Januar 1946–1. September 1946
- Ernst Fischer, 1. Oktober 1946–31. Oktober 1959
- Hans Tiedeken, 1. November 1959–31. Juli 1977

### Patenschaft für den Kreis Heilsberg
1954 übernahm der Landkreis Aschendorf-Hümmling die Patenschaft für den bis 1945 existenten Kreis Heilsberg in Ostpreußen, denn aus ihrer Heimat vertriebene Ermländer waren nach 1945 im Hümmling angesiedelt worden. Seit 1977 führt der Landkreis Emsland diese Patenschaft fort. Seit 2005 besteht eine Partnerschaft zwischen der Gemeinde Werlte und der Stadt Lidzbark Warmiński (ehemals Heilsberg). In Werlte wurde die Heimatstube der Kreisgemeinschaft Heilsberg eingerichtet.

## Gemeinden
Der Landkreis Aschendorf-Hümmling umfasste 1965 die folgenden 54 Gemeinden:
- Ahlen
- Aschendorf (Stadt)
- Bockholte
- Bockhorst
- Bokel
- Borsum
- Börger
- Breddenberg
- Brual
- Dersum
- Dörpen
- Eisten
- Esterwegen
- Fresenburg
- Gehlenberg
- Harrenstätte
- Heede
- Herbrum
- Hilkenbrook
- Hilter
- Hüven
- Kathen-Frackel
- Lahn
- Lathen
- Lehe
- Lorup
- Nenndorf
- Neubörger
- Neudersum
- Neudörpen
- Neulehe
- Neurhede
- Neusustrum
- Neuvrees
- Niederlangen
- Oberlangen
- Ostenwalde
- Papenburg (Stadt)
- Rastdorf
- Renkenberge
- Rhede (Ems)
- Sögel
- Spahn
- Steinbild
- Surwold
- Sustrum
- Tunxdorf
- Vrees
- Walchum
- Wehm
- Werlte
- Werpeloh
- Wieste
- Wippingen

Nach den niedersächsischen Gemeindereformen war der Landkreis Aschendorf-Hümmling seit 1974 in zwei Einheitsgemeinden sowie fünf Samtgemeinden mit insgesamt 33 Mitgliedsgemeinden gegliedert:
1. Papenburg, Stadt
2. Rhede (Ems)

| Samtgemeinde Dörpen 1. Dersum 2. Dörpen 3. Heede 4. Kluse 5. Lehe 6. Neubörger 7. Neulehe 8. Walchum 9. Wippingen | Samtgemeinde Lathen 1. Fresenburg 2. Lathen 3. Niederlangen 4. Oberlangen 5. Renkenberge 6. Sustrum Samtgemeinde Nordhümmling 1. Bockhorst 2. Breddenberg 3. Esterwegen 4. Hilkenbrook 5. Surwold | Samtgemeinde Sögel 1. Börger 2. Groß Berßen 3. Hüven 4. Klein Berßen 5. Sögel 6. Spahnharrenstätte 7. Stavern 8. Werpeloh Samtgemeinde Werlte 1. Lahn 2. Lorup 3. Rastdorf 4. Vrees 5. Werlte |

## Kfz-Kennzeichen
Am 1. Juli 1956 wurde dem Landkreis bei der Einführung der bis heute gültigen Kfz-Kennzeichen das Unterscheidungszeichen ASD zugewiesen. Es wurde bis zum 4. April 1978 ausgegeben.